# Курцер, Дэниел
Дэниел Курцер (англ. Daniel Charles Kurtzer, род. июнь 1949, Элизабет, Нью-Джерси) — бывший американский дипломат. Он занимал пост посла США в Египте во время президентства Билла Клинтона и был послом США в Израиле с 2001 по 2005 год во время президентства Джорджа Буша-младшего. 

## Биография
Дэниел Чарльз Курцер родился в Элизабет, штат Нью-Джерси, в семье Натана и Сильвии Курцер. Он получил докторскую степень в Колумбийском университете и занимал должность декана своей альма-матер, Йешива-колледжа.

## Семья
Дэниел Курцер женат на Шейле Курцер, у него трое детей и восемь внуков. Один из его сыновей — американский еврейский общественный деятель Иегуда Курцер.

## Публикации
Курцер является соавтором книги «Переговоры об арабо-израильском мире: американское лидерство на Ближнем Востоке»; соавтором книги «Загадка мира: поиски Америкой арабо-израильского мира, 1989–2011»; и редактором книги «Пути к миру: Америка и арабо-израильский конфликт». Он также часто публикует научные статьи и авторские статьи.

## Дипломатическая карьера
Курцер поступил на работу в Государственный департамент США и служил младшим офицером в американском посольстве в Каире, когда в 1981 году был убит Анвар Садат. С 1982 по 1986 год он служил в Израиле, затем стал заместителем директора египетского отдела Госдепартамента в Вашингтоне, округ Колумбия. Позднее он работал в отделе планирования политики, был заместителем помощника государственного секретаря по делам Ближнего Востока и первым заместителем помощника государственного секретаря по разведке и исследованиям. Когда его спросили, почему его тянет на Ближний Восток, он позже ответил: «В этом регионе работа, похоже, никогда не заканчивается. Это не то место, где дипломатия характеризуется смокингами и коктейльными вечеринками».
Курцер вошёл в штат госсекретаря Джеймса Бейкера. Он помог написать примечательную речь Бейкера перед Американо-израильским комитетом по связям с общественностью в мае 1989 года. Первоначально текст речи был подготовлен Харви Сичерманом, который использовал в нём не вызывающие споров произраильские выражения. Изменения Курцера включали привлекающую внимание строку, призывающую Израиль и его сторонников отказаться от идеи Великого Израиля. По словам Аарона Дэвида Миллера, он и Курцер писали для Бейкера короткие служебные записки по текущим вопросам, а не более длинные стратегические документы. 
Курцер также входил в группу советников администрации Клинтона по арабо-израильскому мирному процессу. По словам Миллера, Курцер ушёл в 1994 году, потому что «чувствовал себя отчуждённым» специальным посланником по Ближнему Востоку Деннисом Россом. 
В 2006 году он вышел на пенсию из Государственного департамента и Министерства иностранных дел США в звании кадрового министра и занял кафедру изучения политики на Ближнем Востоке в Школе государственных и международных отношений Принстонского университета. Вместе со Скоттом Ласенски он был сопредседателем Исследовательской группы по арабо-израильскому миротворчеству — проекта, поддерживаемого Институтом мира США. Они опубликовали свои рекомендации в книге 2008 года.
В 2007 году Курцер занимал пост комиссара Израильской бейсбольной лиги, лиги, прекратившей своё существование после одного сезона.
Он поддержал успешную кандидатуру тогдашнего сенатора Барака Обамы на пост президента. Курцер, Джеймс Стейнберг и Деннис Росс были среди основных авторов обращения Барака Обамы по Ближнему Востоку к AIPAC в июне 2008 года, которое было расценено как самое обширное выступление кандидата от Демократической партии по международным делам. 